# Lajos brit királyi herceg
Lajos brit királyi herceg (Prince Louis of Wales; London, 2018. április 23. –) brit királyi herceg. Vilmos walesi herceg és Katalin walesi hercegné harmadik gyermeke, a brit trónutódlási sorrendben a negyedik.

## Élete
A herceg teljes neve Lajos Artúr Károly, azaz Louis Arthur Charles, ezzel tisztelegve nagyapja, III. Károly brit király és Lajos Ferenc battenbergi herceg előtt. Mivel bátyja teljes neve György Sándor Lajos, testvére harmadik nevét viseli.
Lajos nem előzi meg nővérét, Saroltát a trónutódlási rendben, ugyanis az a törvény, amely kimondta, hogy a hercegek a hercegnők elé lépnek a sorrendben, már nincs érvényben.

## Címei
- 2018. április 23. – 2022. szeptember 8. : Ő királyi fensége Lajos Artúr Károly Cambridge-i herceg (His Royal Highness Prince Louis Arthur Charles of Cambridge)[1]
- 2022. szeptember 8. – 2022. szeptember 9.: Ő királyi fensége Lajos Artúr Károly cornwalli és Cambridge-i herceg (His Royal Highness Prince Louis Arthur Charles of Cornwall and Cambridge)
- 2022. szeptember 9. – : Ő királyi fensége Lajos Artúr Károly walesi herceg (His Royal Highness Prince Louis Arthur Charles of Wales)

## Származása
A herceg apai ágon a Windsor brit királyi uralkodócsaládba, anyai ágon a polgári Middleton családba született. II. Erzsébet brit királynő dédunokája, III. Károly brit király unokája, születésénél fogva a negyedik helyet foglalja el a trónöröklési rendben édesapja és testvérei után.